# Harnnarong Chunhakunakorn
Harnnarong Chunhakunakorn (thailändisch หาญณรงค์ ชุณหคุณากร) ist ein thailändischer Fußballtrainer.

## Karriere
Harnnarong Chunhakunakorn stand von 2012 bis 2015 beim Trat FC unter Vertrag. 2012 spielte der Verein aus Trat in der dritten Liga, der Regional League Division 2. Hier trat man in der Central/East Region an. Am Ende der Saison stieg mal als Tabellendritter in die zweite Liga auf. Bei Trat stand er bis Mitte 2015 unter Vertrag. Am 1. Juni 2022 unterschrieb er ein zweites Mal beim Trat FC. Hier übernahm er das Traineramt von Somchai Chuayboonchum. Am Ende der Saison 2022/23 feierte er mit Trat die Vizemeisterschaft der zweiten Liga und stieg in die erste Liga auf. Nach dem Aufstieg verließ er den Verein und schloss sich zur neuen Saison dem Zweitligisten Nakhon Si United FC an. Hier stand er eine Spielzeit unter Vertrag.

## Erfolge
Trat FC
- Thailändischer Zweitligavizemeister: 2022/23  ▲